# Mo Rothman
Mo Rothman (Montreal, 14 de janeiro de 2019 — Los Angeles, 15 de setembro de 2011) foi um executivo de entretenimento canadense.